# Brigittenauer AC
El Brigittenauer AC, conocido como BAC, es un equipo de fútbol de Austria que juega en la Klasse A Wien.

## Historia
Fue fundado el 27 de agosto de 1925 en la capital Viena por la fusión de los equipos FC Ostmark Viena (fundado en 1910) y SC Donaustadt (fundado en 1905) como parte de la Segunda Liga de Austria, y logrando ese mismo año el ascenso a la Bundesliga de Austria de manera invicta ganando 24 de 26 partidos.
En su primera temporada en la primera división nacional logra el subcampeonato nacional por detrás del Admira Viena, pero después fue en decadencia donde pasó a pelear el descenso los siguientes años hasta que descendió en la temporada 1928/29.
Dos años después es campeón de la segunda categoría y regresa a la Bundesliga de Austria, donde se mantuvo por dos temporadas y descendió en la temporada de 1932/33 a pesar de alcanzar la final de la Copa de Austria donde perdió en la final 0-1 contra el Austria Viena.
En la temporada 1937/38 el club desciende de la segunda división, iniciando un proceso de caída libre que lo llevó a jugar en las divisiones regionales de Viena, y en 2009 se fusiona con el Admira Landhaus.

## Palmarés
- Segunda Liga de Austria: 2

1925/26, 1930/31

## Jugadores

### Jugadores destacados
- Heinrich Hiltl
- Karl Adamek